# Цуяма
35°4′10″ пн. ш. 134°0′16″ сх. д. / 35.06944° пн. ш. 134.00444° сх. д.
Цуяма (яп. 津山市) — місто в Японії, в префектурі Окаяма.